# Jean Huysmans
Jean Huysmans, eigenlijk Jean Henri Antoine Huijsmans, (Maastricht, 29 maart 1913 – aldaar, 2 december 1974) was een Nederlandse architect die in Limburg werkzaam was. Hij wordt met Jozef Fanchamps beschouwd als "belangrijkste vertegenwoordiger van de generatie jonge kerkarchitecten die de 'grote' vooroorlogse Limburgers (Wielders, Boosten en Peutz) aflost en de Limburgse kerkbouw in navolging van Duitsland, Zwitserland en Frankrijk vernieuwde en 'bij de tijd' bracht."

## Leven en werk
Huysmans was een zoon van muziekonderwijzer Hendrik Pascal Huijsmans (1868-1924) en winkelierster Maria Hubertina Elisabeth Henkes (1877-1956). Hij bezocht de mts in Heerlen en werd verder opgeleid aan de Hochschule in Düsseldorf. Hij was enige tijd assistent van de architect Alphons Boosten. Vanaf 1947 had hij een eigen praktijk in Maastricht. Zijn ontwerpen van voor de Tweede Wereldoorlog pasten binnen het nieuwe bouwen. Na de oorlog bouwde Huysmans in een eigen, decoratieve stijl. Huysmans was vernieuwend in zijn werk en trachtte beeldende kunstenaars te betrekken vanaf het ontwerpproces. Zijn flat De Aldenhof in Maastricht werd in 2007 opgenomen in de Top 100 Nederlandse monumenten 1940-1958 en is sinds 2010 beschermd als rijksmonument in het Monumentenregister, evenals eerder het dubbel woonhuis Blekerij 62a-b in Maastricht.
Huysmans gaf les aan de Academie van Bouwkunst in Maastricht. Hij was onder meer lid van het St. Bernulphusgilde en de Algemene Katholieke Kunstenaarsvereniging en bestuurslid van de Jan van Eyck Academie. Als architect was hij secretaris van het landelijk bestuur van de BNA en voorzitter van de Limburgse afdeling daarvan. Hij was aangesloten bij de Werkgemeenschap van Architecten (1953-1970) en tot aan zijn overlijden van haar opvolger de Diocesane Commissie voor Planologie en Bouwzaken. De WGA en DCPB vielen onder het bisdom Roermond. In 1967 nam Huysmans namens het bisdom zitting in de Limburgse Museumstichting.
Huysmans overleed op 61-jarige leeftijd nadat zijn auto bij een inhaalmanoeuvre in brand vloog. Hij werd begraven op de begraafplaats aan de Tongerseweg.

## Enkele gerealiseerde werken

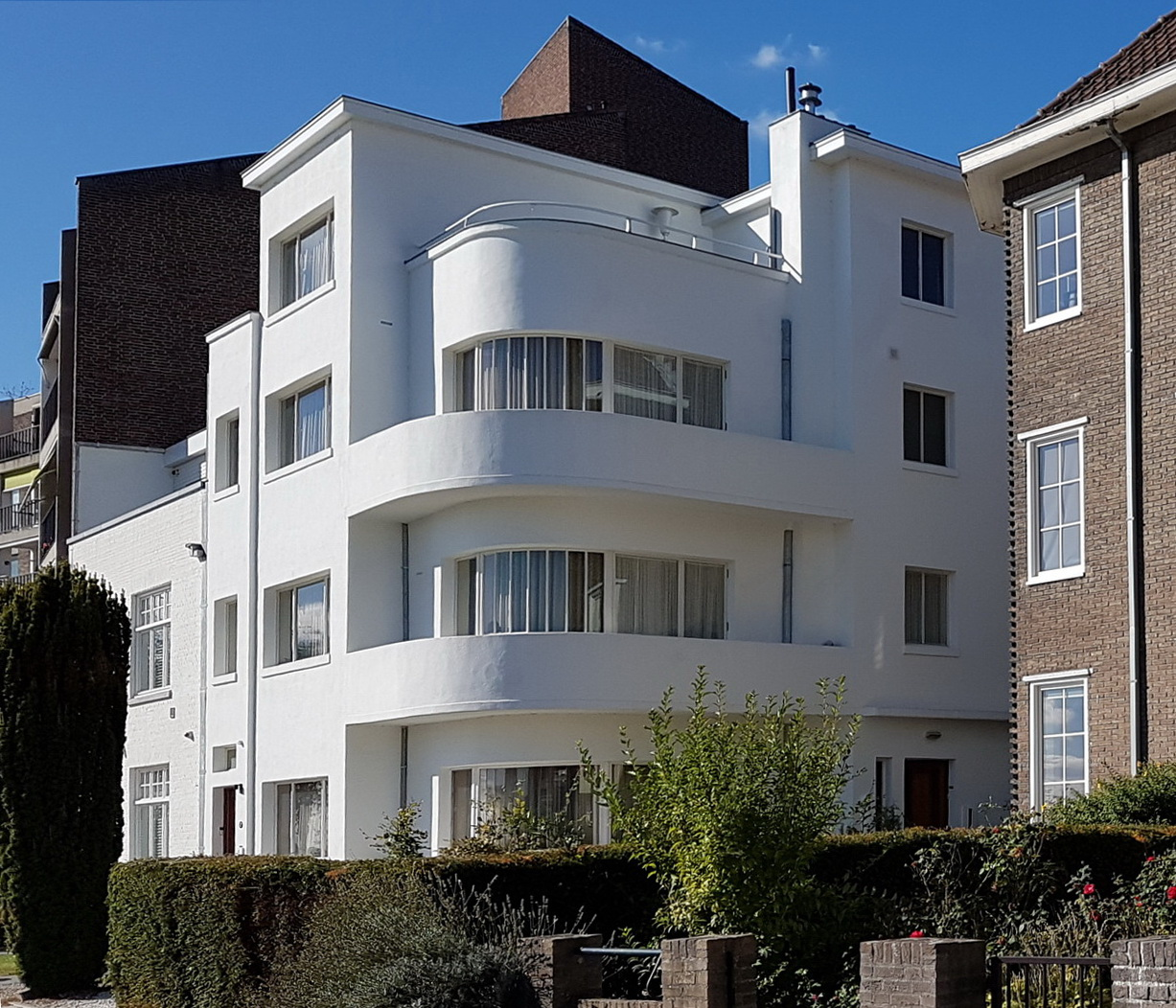
Blekerij 62a-b in Maastricht, in 1936 door Huysmans als 23-jarig student ontworpen

- 1936: Blekerij 62a-b, Maastricht. Sinds 1997 een rijksmonument.[5]
- 1948: monument voor Henri Hermans, Henri Hermanspark, Maastricht. In samenwerking met Charles Vos.
- ca. 1950 woonhuizen Wilhelminastraat 29 , 29-1, 29-2, 31, 31-1 en 31-2, Sittard. Aangewezen als gemeentelijk monument.
- 1951: ontwerp Sint Antoniusfontein, Boschstraat (Maastricht). Uitgevoerd door Charles Eyck.
- 1951-1952: Sint-Lambertuskerk (Horst), naar een -door Huysmans aangepast- ontwerp van Alphons Boosten.
- 1952-1954: Sint-Jozefkerk in Stadbroek, Sittard. De kerk is in 2001 gesloopt.
- 1954-1955: Kapel van de Wonderdadige Medaille, Beek.
- 1955: Luikse perroen, Vrijthof (Maastricht), in samenwerking met Jean Sondeijker.
- 1956: Aldenhofflat, Klevarieterrein, Maastricht. Sinds 2010 een rijksmonument.[6]
- 1956-1958: Sint-Jozefkerk (Vaals). De kerk is in 2004 gesloopt.
- 1957: Cultureel centrum De Hanenhof, Geleen.
- 1958: Provinciaal verzetsmonument (gedachteniskapel), Cauberg, Valkenburg.
- 1957-1958: Heilige-Kruisverheffingskerk (Cadier en Keer).
- 1959-1960: Sint-Jozefkerk (Roermond). De kerk is in 2005 gesloopt.
- 1960: overdekte winkelgalerij aan de Maastrichter Smedenstraat, met Frans Dingemans.
- 1962: kloostercomplex Wylderbeek, Venlo.
- 1965: Onze-Lieve-Vrouw-van-Goede-Raadkerk in Malpertuis, Maastricht. Aangewezen als gemeentelijk monument.

Restauraties
- 1956-1957: Sint-Gertrudiskerk (Sint Geertruid)
- jaren 1970: Spaans Gouvernement aan het Vrijthof (Maastricht)

## Galerij

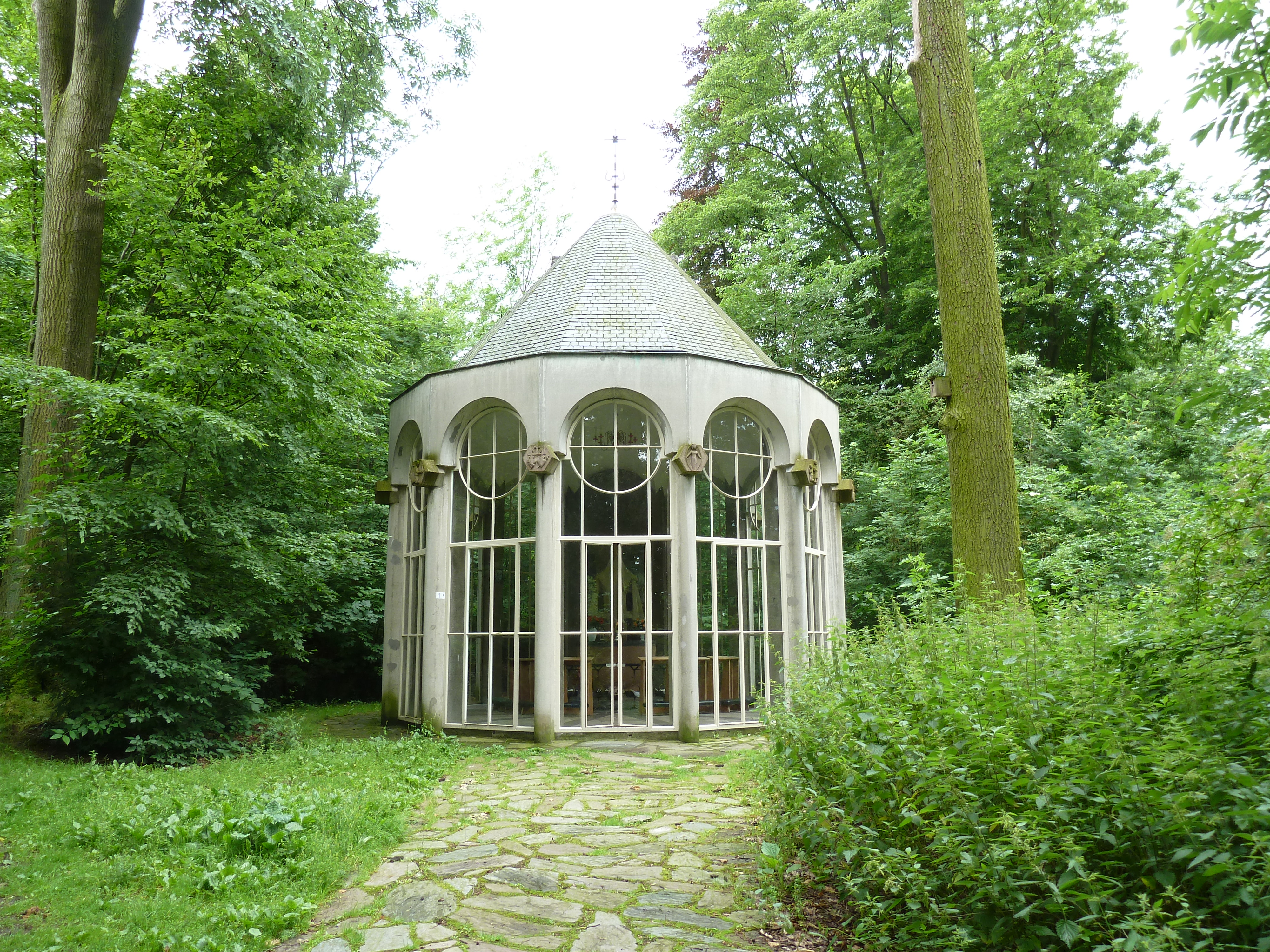
Kapel van de Wonderdadige Medaille
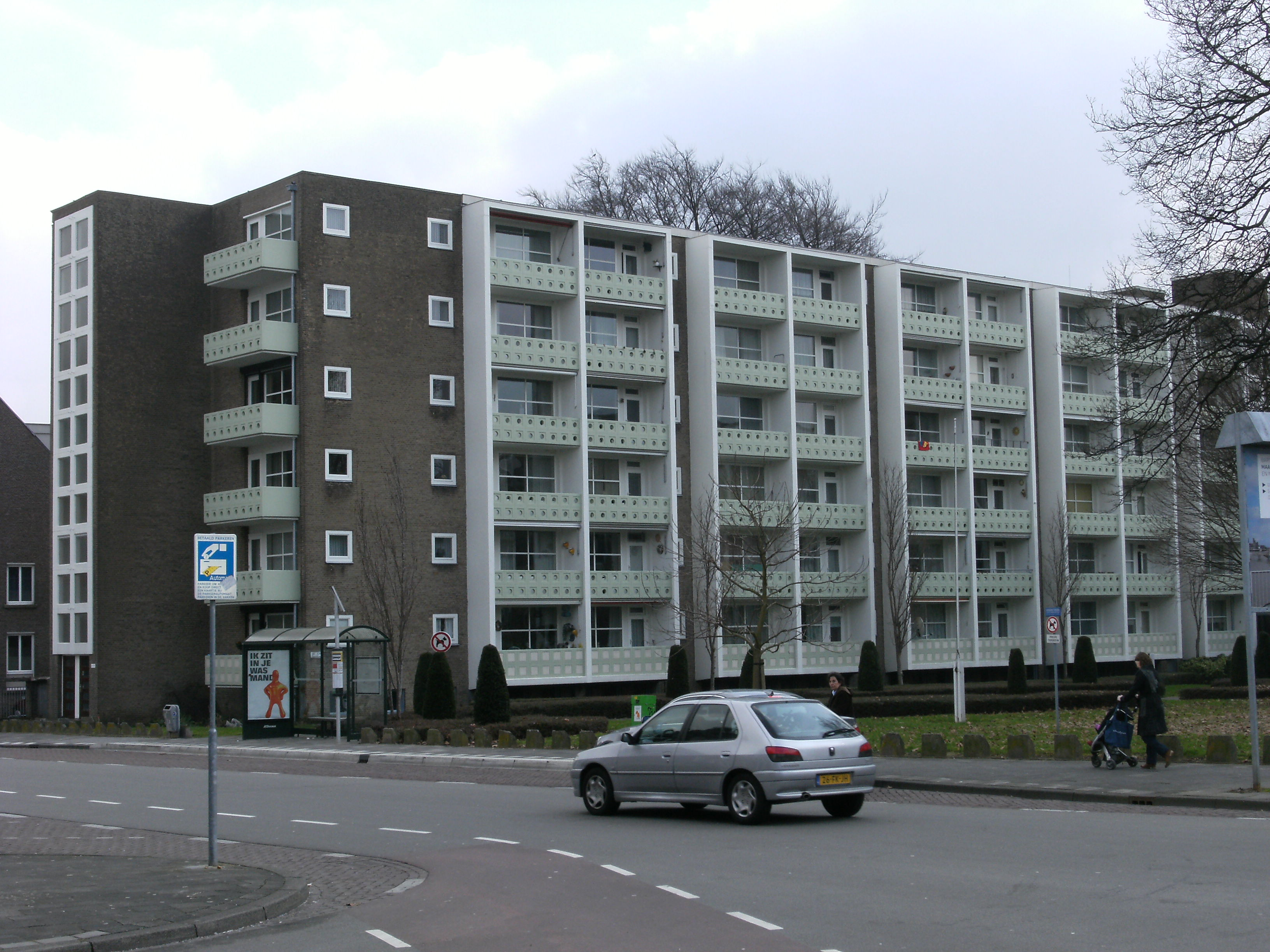
De Aldenhof
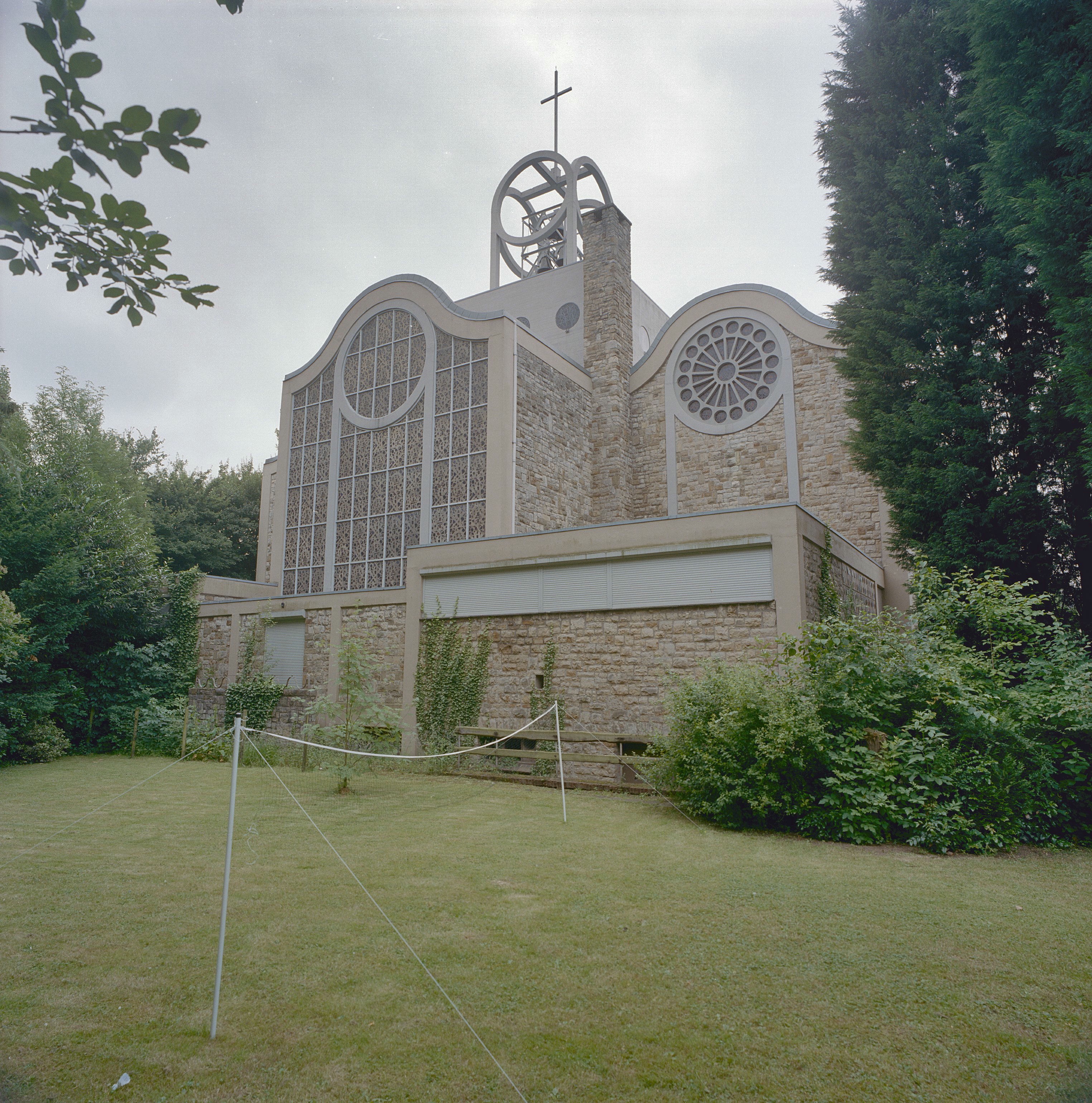
Sint-Jozefkerk (Vaals)
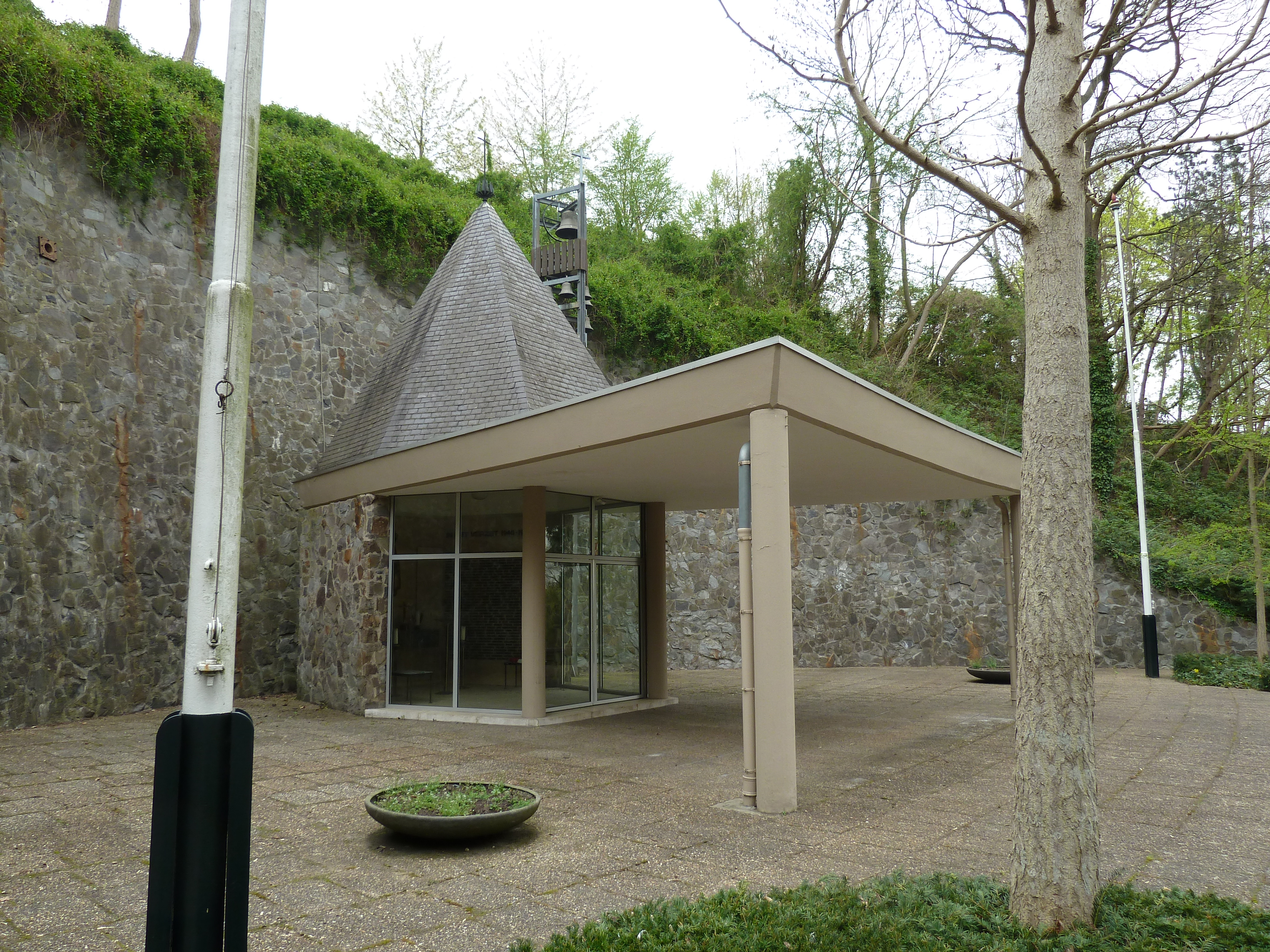
Provinciaal verzetsmonument
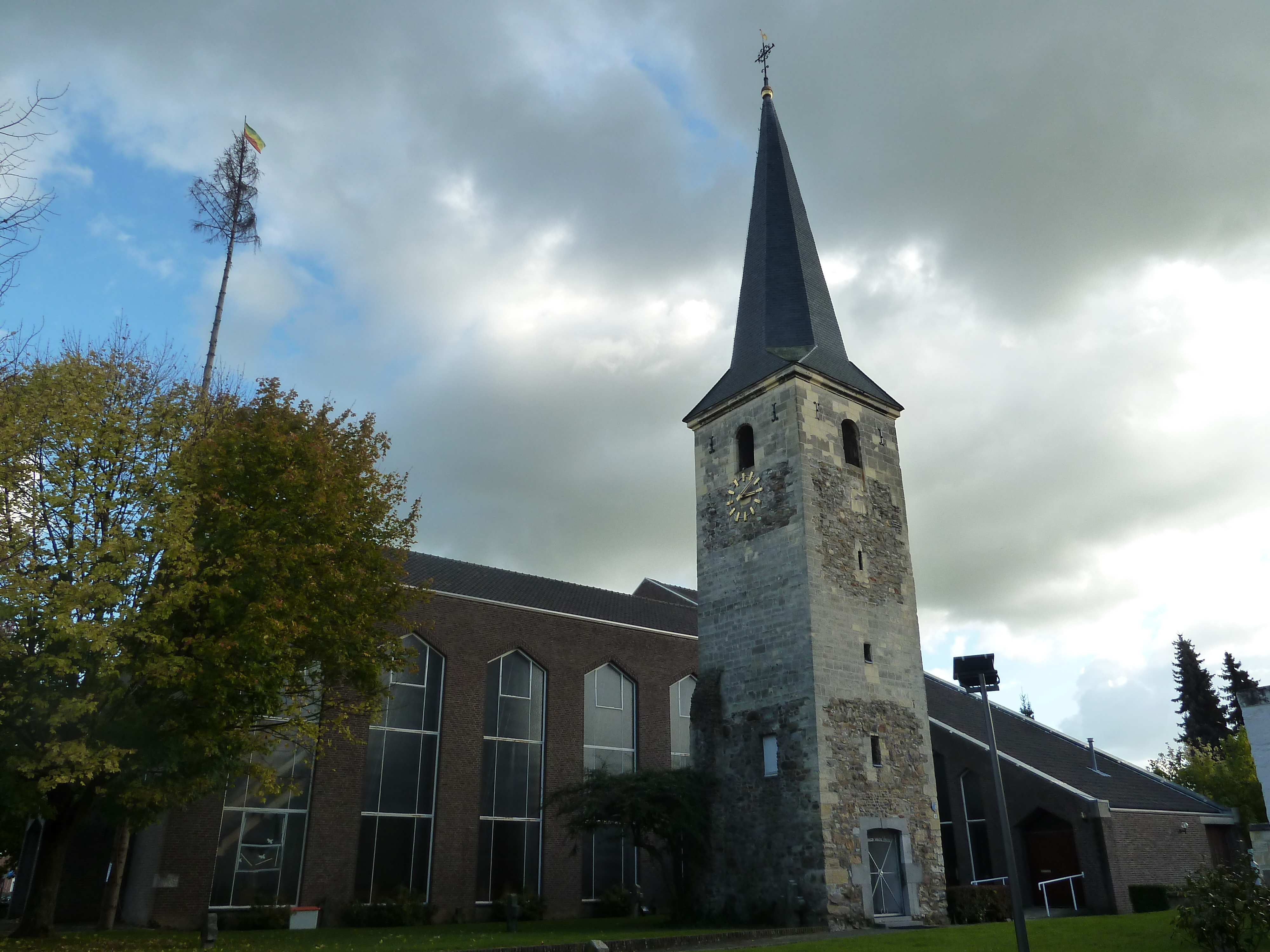
Heilige-Kruisverheffingskerk (Cadier en Keer)
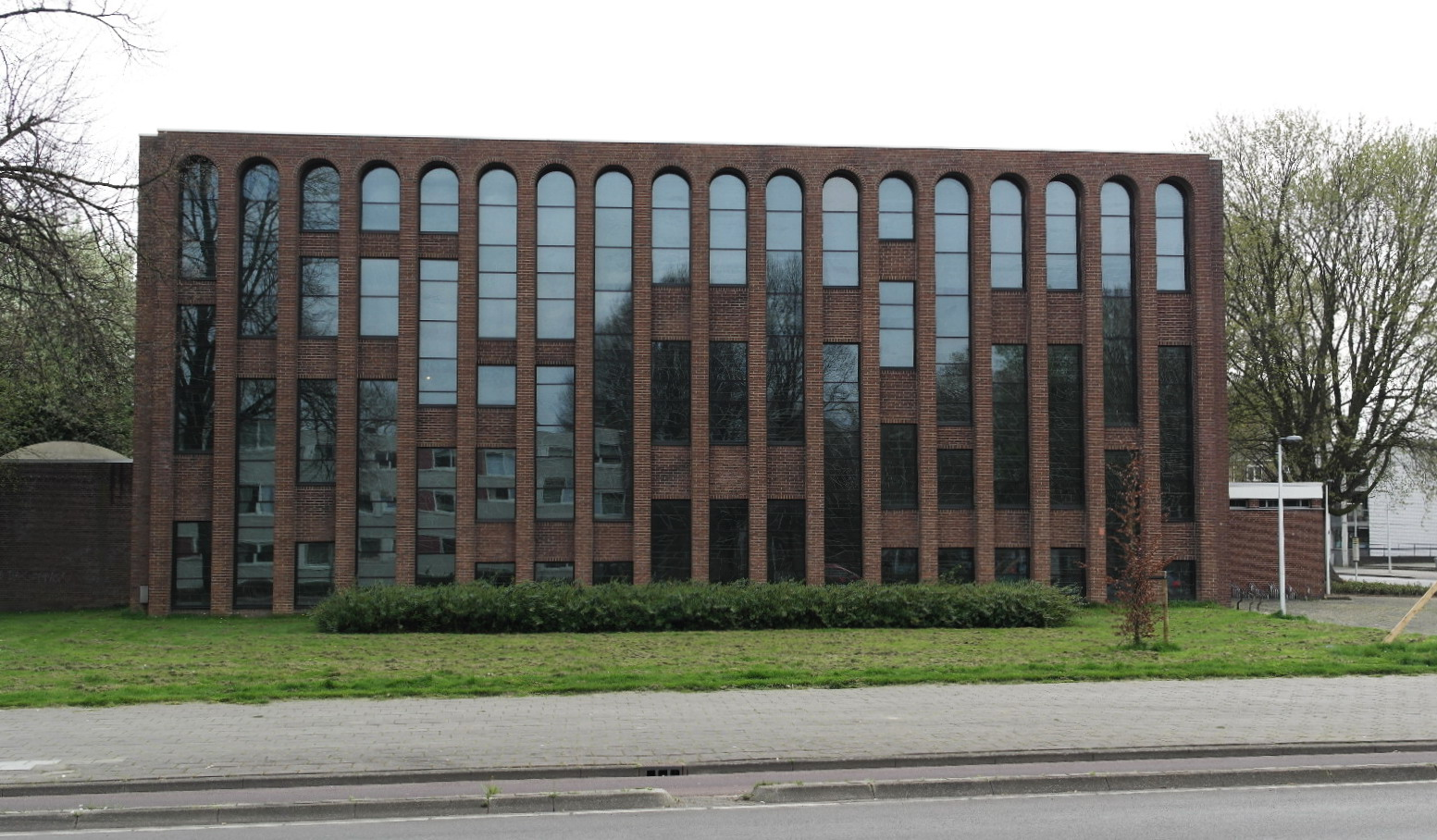
Onze-Lieve-Vrouw-van-Goede-Raadkerk